# Sierd Cloetingh
Sierd Cloetingh (S.A.P.L. Cloetingh) (Groningen, 20 augustus 1950) is een Nederlands geoloog en geofysicus.
Hij heeft gestudeerd aan de Rijksuniversiteit Groningen en aan de Universiteit Utrecht, waar hij in 1982 promoveerde bij N.J. Vlaar.
In 1988 werd Cloetingh benoemd tot hoogleraar in tektoniek op de Vrije Universiteit Amsterdam.  In januari 2012 is hij met zijn onderzoeksgroep overgestapt naar de Faculteit Geowetenschappen van de Universiteit Utrecht.
Sinds 2006 is Cloetingh als Akademiehoogleraar aan de Koninklijke Nederlandse Akademie van Wetenschappen verbonden, waarvan hij sinds 1998 lid was.
Sinds 1993 is Cloetingh lid van de Academia Europaea, waar hij in 2008 vicepresident en in 2014 president werd.  In 2007 ontving hij de Van Waterschoot van der Gracht Penning van het Koninklijk Nederlands Geologisch en Mijnbouwkundig Genootschap.  Hij is lid van de Europese onderzoeksraad (ERC) van de EU sinds 2009.  In 2010 ontving hij de Humboldt-onderzoeksprijs van de Alexander von Humboldt-Stichting.